# Festival Mbog Li a'a
Pour les articles homonymes, voir Mbog.
Le festival Mbog Li a'a est un festival itinérant des peuples Bassa, Mpoo et Bati du Cameroun organisé par l'Association Mbog Li a'a. Créé en 1999 à Pouma, c'est un événement culturel pluridisciplinaire. Il a fêté en 2016 sa cinquième édition, à Douala du 25 juin au 3 juillet 2016.

## Description
Cet événement culturel des ressortissants de l’aire géographique de Ngog Lituba est composé d'expositions, de conférences débats, d'élection de la miss Mbog Liaa, de concerts, de danses traditionnelles et d'expositions gastronomiques. Il est présidé en 2016 par Jérôme Minlend.

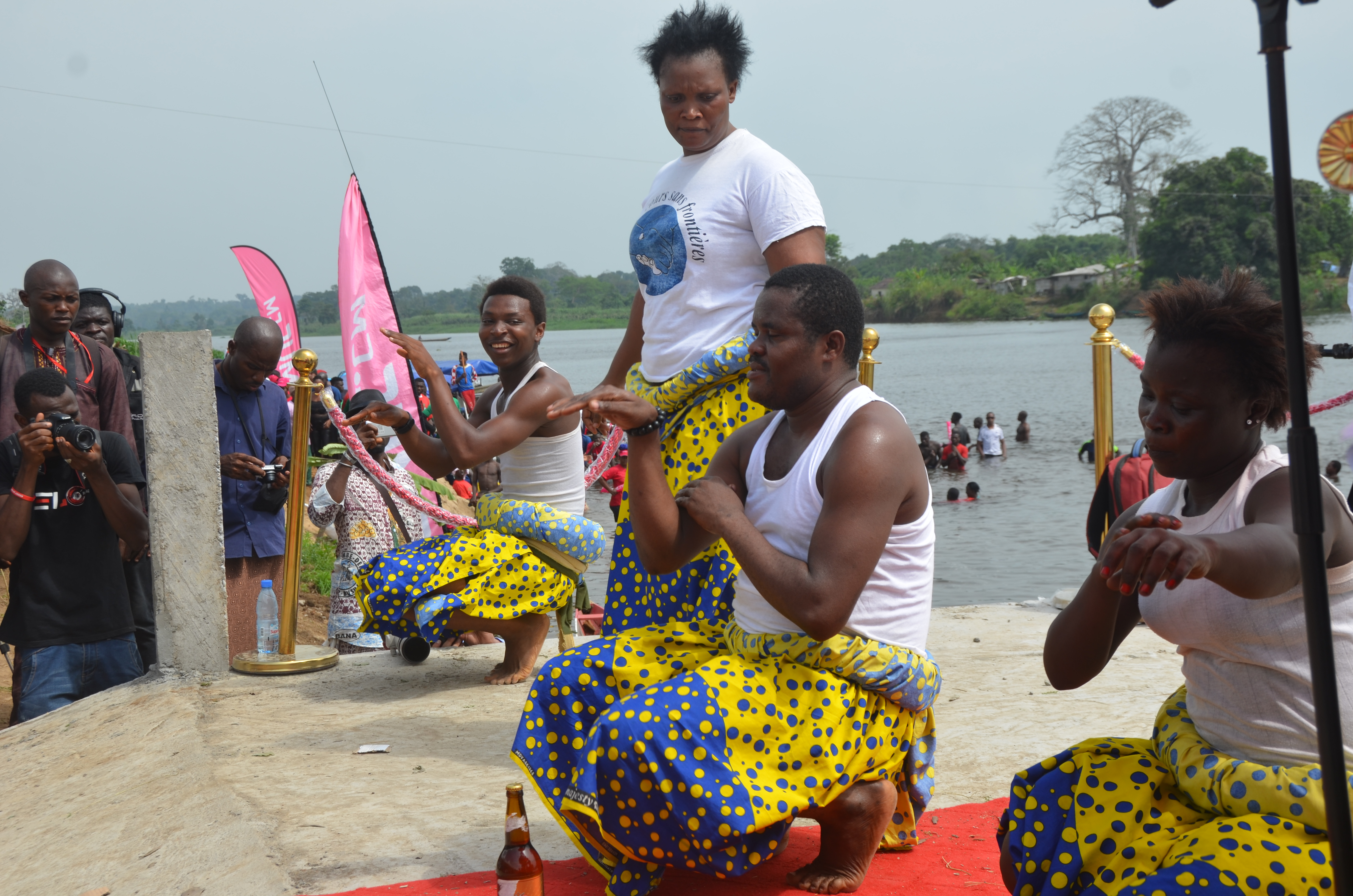
Assiko au Festival du Ngondo

Belka Tobis anime le festival Mbog Liaa en 2016. Le groupe Kundè fait des prestations pendant ce festival.